# Драп

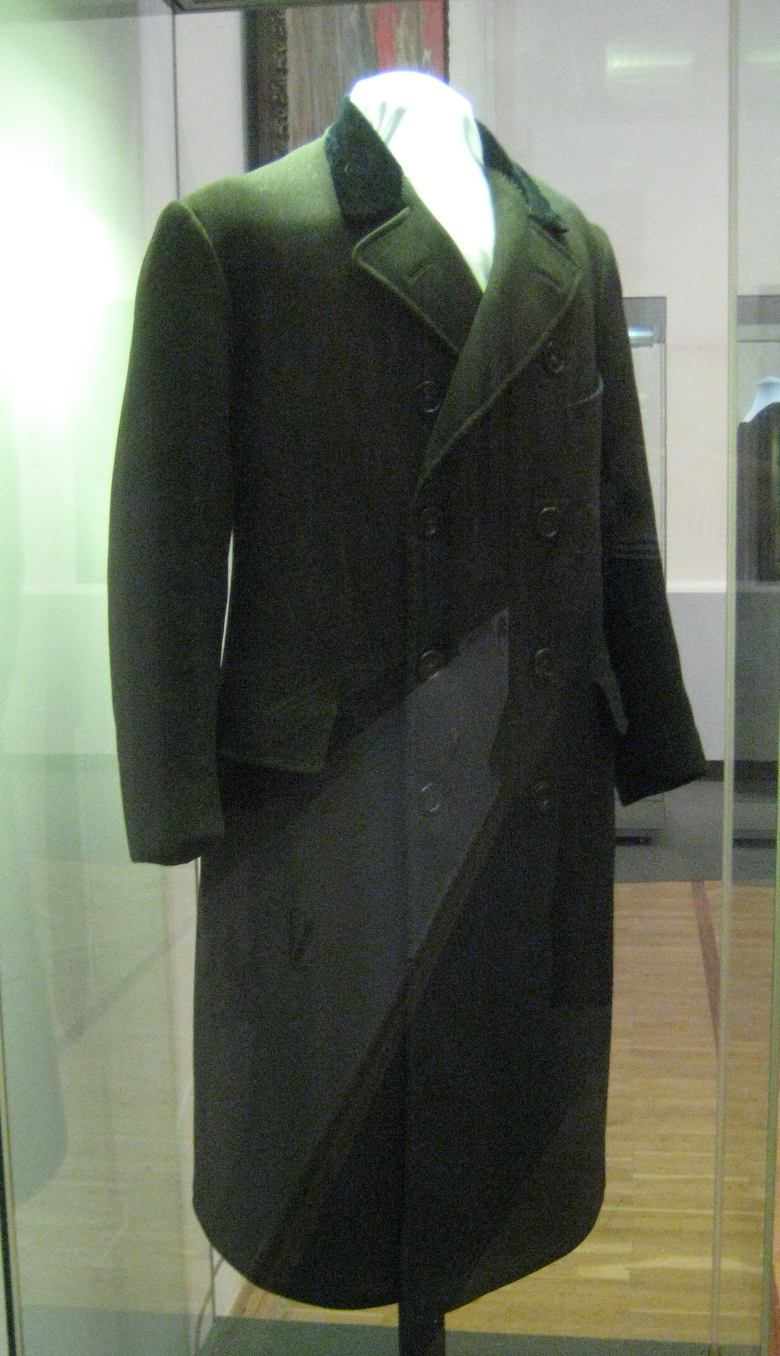

Драп — важка, щільна вовняна тканина складного переплетення з пряжі апаратного (суконного) прядіння.
Драп складається зазвичай з двох шарів, завдяки чому має високі теплоізоляційні властивості. Лицьова сторона тканини часто виробляється з більш високоякісної вовни, ніж виворіт. Залежно від структури і малюнка переплетення драп може бути ворсованим і неворсованним, одно- і багатобарвним, з гладким лицем і рисунчатою підкладкою.
З драпу шиють зимові і демісезонні пальта.